# Alonso López de Mayorga
Alonso López Hidalgo de Mayorga (1566-1639) fue un español hidalgo natural de Villafranca de los Caballeros, Castilla de la Mancha en España.

## Biografía
Fue capitán y sargento mayor que pasó al Nuevo Reino de Granada en 1589, alcalde de Santa Fé de Bogotá en 1613 y 1619, alcalde de la Santa Hermandad en 1602, caballero de la Orden de San Juan, Familiar del Santo Oficio de la Inquisición en Cartagena de Indias.
Hijo de nobles, Francisco López Hidalgo de Mayorga y su esposa Juana López de Villaseñor, por carta ejecutoria de 1619 se casó con Ana María de Fonseca y Olmos o de Olmos y Velásquez, encomendera e hija del conquistador y también alcalde de Bogotá Juan de Olmos y Ortega.